# Soma (album)
Pour les articles homonymes, voir Soma.
Albums de My Sleeping Karma
Tri
(2010) Moksha
(2015)
Soma est le quatrième album studio du groupe de rock allemand, My Sleeping Karma. Il est sorti le 28 septembre 2012 sur le label Spinning Goblin Production et a été produit par Steffen Weingand, le batteur du groupe.
Cet album fut enregistré en mars 2012 dans le studio du groupe, le Mjusix studio, à Aschaffenbourg. Le titre bonus Glow 11 figurait déjà sur le premier album du groupe, on le retrouve ici dans une version remixé.

## Liste des titres
- Tous les titres sont signés par les membres du groupe

1. Pachyclada - 8:43
2. Interlude 1 - 1:37
3. Ephedra - 7:10
4. Interlude 2 - 2:31
5. Eleusine Coracana - 7:37
6. Interlude 3 - 2:09
7. Saumya - 6:47
8. Interlude 4 - 1:15
9. Somalatha - 6:52
10. Interlude 5 - 2:15
11. Psylocybe - 8:02
12. Interlude 6 - 3:28 (Sheyk rAleph)

Titre Bonus
1. Glow 11 (remix by Holzner & Kaleun) - 9:24

## Musiciens
- Seppi: guitares
- Matte: basse
- Steffen: batterie, percussions
- Norman: claviers, soundboard